# Tamia
Tamia Marilyn Washington-Hill, kortweg Tamia (Windsor, 9 mei 1975), is een Canadese zangeres.

## Carrière
Tamia won in 1993 de YTV Vocal Achievement Award, een Canadees omroepprijs. In 1994 ontmoette ze Quincy Jones tijdens een prijsuitreiking in Los Angeles en nam vervolgens de nummers "You Put a Move on My Heart" en "Slow Jams" met Babyface op voor Jones' album Q's Jook Joint (1995). Beide nummers werden genomineerd voor een Grammy Award in 1996. Tevens werd ze genomineerd voor het nummer "Missing You" samen met Brandy, Gladys Knight en Chaka Khan, afkomstig van de soundtrack van de film Set It Off.
In 1998 bracht ze haar eerste soloalbum uit, Tamia. Het album bevatte de singles "Imagination" en "So into You". In 1999 werkte Tamia samen met de Amerikaanse zanger Eric Benét voor zijn single "Spend My Life with You", dat de eerste plek van Billboard's Hot R&B/Hip-Hop Songs bereikte en haar een vierde Grammy-nominatie opleverde.
In 2000 bracht ze haar tweede album A Nu Day uit, dat de single "Stranger in My House" bevatte. In 2003 bracht ze in samenwerking met rapper Fabolous de single "Into You" uit, een nieuwe versie van haar single "So into You" uit 1998. In 2004 werd haar derde album More uitgebracht, met als leadsingle "Officially Missing You".

## Privé
In 1999 trouwde ze met de Amerikaanse basketballer Grant Hill, met wie ze twee dochters heeft.
In 2003 maakte ze bekend dat ze aan de chronische aandoening Multiple Sclerose lijdt.

## Discografie
Albums
- Tamia (1998)
- A Nu Day (2000)
- More (2004)
- Between Friends (2006)
- Beautiful Surprise (2012)
- Love Life (2015)
- Passion Like Fire (2018)

- Bibliothèque nationale de France: cb139002778 (data)
- Gemeinsame Normdatei: 134742192
- International Standard Name Identifier: 0000 0000 5513 3370
- Library of Congress Control Number: no2004049133
- MusicBrainz: 2de9f057-67d8-429d-b899-759be13131a9
- Virtual International Authority File: 262502001
- WorldCat: E39PBJqQwMV9d3WQRHVqtb7rbd